# CSS Charleston
CSS Charleston був казематним броненосцем - паровим тараном, побудованим для ВМС Конфедерації у Чарльстоні (Південна Кароліна), під час Громадянської війни в США. Будівництво було профінансоване штатом Південна Кароліна, а також за рахунок пожертв патріотично налаштованих жіночих асоціацій в місті. Броненосець захищав місто, поки наступ військ Союзу, які загрожували Чарльстону, не змусив екіпаж знищити його на початку 1865 року, аби запогігнти захопленню корабля. Частина уламків була використана після війни, а рештки були знищені у результаті днопоглиблення.

## Побудова корабля
Джеймс М. Ісон отримав контракт зі штатом Південна Кароліна на будівництво більшого броненосця  в Чарльстоні в листопаді 1862 року після того, як він закінчив спорудження казематного парового тарану CSS Chicora. Кошти були також надані міською «Жіночою асоціацією канонерських човнів» міста , що призвело до неформальної назви «Чарльстон» як "канонерки Леді". Ісон розпочав будівництво корабля наступного місяця і завершив його у вересні 1863 року 
Корабель був озброєний двома 9-ти дюймовими  гладкоствольними гарматами  на носі і кормі  корабля  ймовірно, гарматами Дальгрена  і  дульнозарядними нарізними гармати Брука по бортах.  

## Служба
Увійшовши у стрій,  «Чарльстон» служив флагманом Чарльстонської ескадри ВМС Конфедерації разом з паровими таранами CSS Palmetto State і Chicora. Єдиним капітаном був командер Ісаак Н. Браун. Корабель підпалили і підірвали 10 тоннами  пороху на річці Купер в ніч з 17 на 18 лютого 1865 року, щоб запобігти захопленню корабля армією Союзу після евакуації міста конфедератами.  Уламки корабля були підняті з глибини близько 4 метрів під час відпливу  Бенджаміном Майлфором у 1872–1873 роках. На відповідній  ділянці відбулися донопоглиблювані роботи для суднохідного каналу, знищивши будь-які залишки.  Останнє відоме місцезнаходження коорабля мало координати  32°47′29″ пн. ш. 79°55′21″ зх. д. / 32.79139° пн. ш. 79.92250° зх. д. 